# Henryk Pietrek
Henryk Pietrek (* 15. dubna 1942) je bývalý polský fotbalový brankář.

## Fotbalová kariéra
Chytal v polské nejvyšší soutěži za Ruch Chorzów. S týmem získal v roce 1968 mistrovský titul. Ve Veletržním poháru nastoupil ve 4 utkáních. Za reprezentaci Polska nastoupil v roce 1963 v přátelském utkání s Norskem.

## Ligová bilance
| Ročník              | Zápasy | Góly | Klub         |
| ------------------- | ------ | ---- | ------------ |
| Ekstraklasa 1961    | -      | -    | Ruch Chorzów |
| Ekstraklasa 1962    | -      | -    | Ruch Chorzów |
| Ekstraklasa 1962/63 | -      | -    | Ruch Chorzów |
| Ekstraklasa 1963/64 | -      | -    | Ruch Chorzów |
| Ekstraklasa 1964/65 | -      | -    | Ruch Chorzów |
| Ekstraklasa 1965/66 | 19     | 0    | Ruch Chorzów |
| Ekstraklasa 1966/67 | 14     | 0    | Ruch Chorzów |
| Ekstraklasa 1967/68 | 25     | 0    | Ruch Chorzów |
| Ekstraklasa 1968/69 | 23     | 0    | Ruch Chorzów |
| Ekstraklasa 1969/70 | 25     | 0    | Ruch Chorzów |
| Ekstraklasa 1970/71 | 10     | 0    | Ruch Chorzów |
| CELKEM Ekstraklasa  | -      | -    |              |